# Пул (Небраска)
Пул (англ. Poole) — переписна місцевість (CDP) в США, в окрузі Баффало штату Небраска. Населення — 22 особи (2020).

## Географія
Пул розташований за координатами 40°59′34″ пн. ш. 98°57′37″ зх. д. / 40.99278° пн. ш. 98.96028° зх. д. (40.992680, -98.960381).  За даними Бюро перепису населення США в 2010 році переписна місцевість мала площу 7,12 км², з яких 7,00 км² — суходіл та 0,13 км² — водойми.

## Демографія
Згідно з переписом 2010 року, у переписній місцевості мешкало 19 осіб у 9 домогосподарствах у складі 6 родин. Густота населення становила 3 особи/км².  Було 11 помешкання (2/км²).
Расовий склад населення:
| - 100,0 % — білих |

До двох чи більше рас належало 0,0 %. Частка іспаномовних становила 0,0 % від усіх жителів.
За віковим діапазоном населення розподілялося таким чином: 21,1 % — особи молодші 18 років, 63,1 % — особи у віці 18—64 років, 15,8 % — особи у віці 65 років та старші. Медіана віку мешканця становила 48,3 року. На 100 осіб жіночої статі у переписній місцевості припадало 111,1 чоловіків;  на 100 жінок у віці від 18 років та старших — 150,0 чоловіків також старших 18 років.
Цивільне працевлаштоване населення становило 19 осіб. Основні галузі зайнятості: транспорт — 26,3 %, роздрібна торгівля — 26,3 %, сільське господарство, лісництво, риболовля — 26,3 %.